# Estela Portillo-Trambley
Estela Portillo-Trambley (El Paso, Texas;16 de enero de 1926 - 1 de diciembre de 1998) fue una poeta, escritora, novelista y dramaturga chicana. Obtuvo reconocimiento por la publicación de obras de teatro, prosa y poesía que representan la vida de mujeres chicanas en sociedades dominadas por hombres.

## Biografía
Hija de padres inmigrantes mexicanos, Portillo-Trambley nació en El Paso, Texas. Su padre Francisco Portillo era mecánico y su madre Delfina Portillo, maestra de piano. Estela fue la hija mayor y pasó mucho tiempo con sus abuelos Julián y Luz Fierro, que vivían en El Segundo Barrio de El Paso. Viviendo con ellos, creció su pasión por la literatura. Más adelante, regresó a casa de sus padres y completó sus estudios secundarios en El Paso.
En 1947, o con 17 años, se casó con Robert Trambley  y juntos tuvieron cinco hijas y un hijo. Asistió a clases en el Texas Western College, conocida hoy en día como la Universidad de Texas en El Paso. En 1956, obtuvo una Licenciatura en Inglés y en 1977 un Máster en Literatura por la Universidad de Texas en El Paso.
Antes de dedicarse a la escritura fue maestra en escuelas públicas de 1950 a 1960; entre 1957 y 1964 fue profesora del Instituto Técnico de El Paso. También tuvo un programa de entrevistas en la estación de radio KIZZ en la misma ciudad y fue docente residente de teatro en El Paso Community College, de 1970 a 1975. Mientras estuvo allí, produjo y dirigió las producciones dramáticas de la universidad y se desempeñó como instructora de teatro.
Fue la primera chicana en publicar una colección de cuentos y en escribir una comedia musical. La muerte de su último hijo, a causa de una infección en la glándula suprarrenal, la motivó a seguir escribiendo y publicó un libro titulado Impression of a Chicana en 1971. Escribió, además, sobre la historia y la cultura hispana para la National Public Radio
En 1995 Portillo-Trambley fue jefa del Departamento de escritura creativa en la Universidad de California Davis.
Portillo-Trambley murió en El Paso, Texas, el 1 de diciembre de 1999. Aunque hay fuentes que no coinciden con la fecha exacta de su muerte, la mayoría afirman que fue en diciembre de 1998. Después de su muerte, su esposo Robert dijo:

“Estela’s insatiable thirst for knowledge and her relentless drive to change the inequitable status of womanhood shows in her books, for she writes of women who have the strength in this social world.”

## Influencia
Estela Portillo-Trambley fue homenajeada por haber participado en la fundación del primer teatro bilingüe llamado Los Pobres Bilingual Theater en El Paso.
La influencia de Portillo-Trambley es reconocida por muchos académicos. Se la considera la escritora pionera en el feminismo chicano. Sus obras destacan por tener como personajes a mujeres fuertes, que se rebelan contra la norma y que cuestionan los papeles sociales, tradicionales y subordinados. Como chicana, sus obras también incluyen problemas sociales, como el género, la sexualidad, la migración y la cultura indígena.
Sus obras teatrales han sido escenificadas en la Universidad de California en Berkeley, y la Universidad de California en Riverside.
La obra de Estela titulada Rain of Scorpions and Other Writings (1975) revolucionó la literatura chicana por su estilo, lenguaje y contenido temático.

## Algunas de sus obras
La primera obra teatral de Portillo-Trambley fue The Day of the Swallows, de la que se hizo una gira en 1971. Se trata de una tragedia moderna que incluye el feminismo y el lesbianismo chicano.
Algunas de sus obras teatrales incluyen: Blacklight, Day of the Swallows, Hey Aristotle!, El hombre cósmico, Isabel and the Dancing Bear, Sor Juana Inés de la Cruz (Labyrinth of Love), Mortality Play y Sun Images.
Algunas de sus obras de prosa incluyen: Rain of Scorpions, Short Stories, The Burning, Duende, If It Weren’t for the Honeysuckle, Pilgrimage, Recast, The Secret Room, Trini (Woman of the Earth). La novela Trini es una narración acerca de una mujer Tarahumara que cruza la frontera.
Algunos de sus ensayos y poesía incluyen: After Hierarchy, Haiku.

## Premios y reconocimientos
- Premio Quinto Sol en 1975 por su novela y colección de cuentos cortos titulada Rain of Scorpions and Other Writings (1975). Fue el primer premio nacional de la literatura chicana otorgado a una mujer.[4]
- En 1985 en New York Shakespeare Festival’s Hispanic Playwriting Competition su obra teatral titulada Blacklight obtuvo el segundo lugar.[4]